# منشأة الجمال
قرية منشأة الجمال هي إحدى القرى التابعة لمركز منية النصر في محافظة الدقهلية في جمهورية مصر العربية. حسب إحصاءات سنة 2006، بلغ إجمالي السكان في منشأة الجمال 10269 نسمة، منهم 5447 رجل و4822 امرأة.